# مریم غنی
مریم غنی یک هنرمند ، عکاس، فیلمساز و فعال اجتماعی افغان-آمریکایی است. وی دختر محمد اشرف غنی رئیس جمهور فراری و پیشین کشور افغانستان می‌باشد.

## زندگی‌نامه
مریم غنی در سال ۱۹۷۸ در بروکلین زاده شد. پدرش محمد اشرف غنی رئیس‌جمهور پیشین افغانستان است. مادرش رولا غنی یک شهروند لبنانی‌تبار است. او خارج از افغانستان بزرگ شد و تا قبل از سال ۲۰۰۲ به این کشور سفر نکرده بود. خانواده وی در حومه مریلند زندگی می‌کردند. مریم غنی مدرک خود را از دانشگاه نیویورک و مدرسه هنرهای تجسمی در منهتن کسب کرد.